# 風の街 (お好み焼店)
株式会社風の街（かぜのまち）は、大阪府摂津市に本社を置く、大阪府を中心にお好み焼きチェーン店を展開している企業。

## 概要
1960年に大阪市旭区千林に「お好み焼き、甘党、風月」を開店し創業。その後、「JOY風月」を経て、1990年に店舗名を「風の街」に改称。翌年からフランチャイズシステムを開始した。
1994年には石川県小松市に小松店を開店し、北陸地方に進出した。
2009年現在、「風の街」「風月」「飛騨」「わらべ」の屋号で直営13店舗とフランチャイズ26店舗を展開している。直営店は、本拠地の大阪府以外に福井県と石川県に各3店舗、兵庫県と富山県と鳥取県に各1店舗存在する。かつては広島県にも店舗が存在した。
お好み焼き以外には、ねぎ焼きやもんじゃ焼き、焼きそば、焼きうどんなども提供している。
似た店名のお好み焼き店「鶴橋風月」と直接関係はないが、ともに大阪・天満「風月」から暖簾分けの形で創業している。